# Мулаудзи, Мбулаени
Мбулаени Тонгаи Мулаудзи (англ. Mbulaeni Tongai Mulaudzi; 8 сентября 1980, Мудулуни, провинция Лимпопо — 24 октября 2014) — южноафриканский легкоатлет, специализировался в беге на 800 метров. Являлся знаменосцем сборной ЮАР на церемонии открытия летних Олимпийских игр 2004 года в Афинах.

## Биография
Родился третьим ребёнком в семье из четырёх детей. Первый успех на международной арене пришёл к нему в 1999 году, когда он стал чемпионом Африки среди юниоров.
Лучшим сезоном для Мулаудзи считается 2004 год, когда на дистанции 800 м он выиграл чемпионат мира в закрытых помещениях и завоевал на этой же дистанции серебряную медаль на Олимпийских играх. На дистанции 800 м он выходил в финал чемпионатов мира четыре раза подряд и в итоге стал чемпионом мира в 2009 году.
После 2009 года Мбулаени не участвовал в крупных международных официальных соревнованиях, но, тем не менее, выходил на старт однодневных коммерческих турниров. Его последнее выступление датировано 2013 годом, когда на этапе Бриллиантовой лиги в Нью-Йорке он финишировал 4-м в беге на 800 метров с результатом 1.47,46.
24 октября 2014 года Мбулаени Мулаудзи погиб в автомобильной аварии.

## Личные рекорды
- 800 м — 1:42.89 (2003)
- 1500 м — 3:39.70 (2002)

## Основные достижения
| Год  | Турнир                               | Город                     | Результат |
| ---- | ------------------------------------ | ------------------------- | --------- |
| 2002 | Игры Содружества                     | Манчестер, Великобритания | 1         |
|      | Чемпионат Африки                     | Радес, Тунис              | 3         |
| 2003 | Чемпионат мира                       | Париж, Франция            | 3         |
| 2004 | Чемпионат мира в закрытых помещениях | Будапешт, Венгрия         | 1         |
|      | Олимпийские игры                     | Афины, Греция             | 2         |
| 2006 | Чемпионат мира в закрытых помещениях | Москва, Россия            | 2         |
| 2009 | Чемпионат мира                       | Берлин, Германия          | 1         |